# Хутір Вербицького
Хутір Вербицького — колишній хутір у Пузирецькій волості Бердичівського повіту Київської губернії та Великогадомецькій сільській раді Білопільського та Бердичівського районів Бердичівської округи.

## Населення
Відповідно до перепису населення СРСР 17 грудня 1926 року, чисельність населення становила 5 осіб, з них 2 чоловіки та 3 жінки; етнічний склад: українців — 5. Кількість домогосподарств — 1.

## Історія
Заснований 1910 року. До 1917 року входив до складу Пузирецької волості Бердичівського повіту Київської губернії.
У 1923 році підпорядкований новоствореній Великогадомецькій сільській раді, яка, 7 березня 1923 року, включена до складу новоутвореного Білопільського району Бердичівської округи. 17 червня 1925 року, в складі сільської ради, увійшов до Бердичівського району. Відстань до центру сільської ради, с. Великі Гадомці — 1,5 версти, до районного центру, м. Бердичів — 16,5 версти, до окружного центру у Бердичеві — 15,5 версти, до найближчої залізничної станції, Глухівці — 1,5 версти.
Знятий з обліку населених пунктів до 1 жовтня 1941 року.